# Diadegma nigrostigmaticum
Diadegma nigrostigmaticum là một loài tò vò trong họ Ichneumonidae.